# وسام النجمة السوداء
وسام النجمة السوداء من بورتو نوفو (بالفرنسية: Ordre de l'Étoile Noire)‏، تأسس بتاريخ 1 دجنبر 1889 بواسطة الملك توفا، ملك بورتو نوفو. تمت الموافقة عليه والاعتراف به من قبل الحكومة الفرنسية بتاريخ 30 يوليو 1894، بعد وضع النظام الأساسي الجديد لـ30 أغسطس 1892 ومنح هذا التميز لكل من يعمل من أجل تنمية النفوذ الفرنسي على الساحل الغربي لإفريقيا.

## تاريخ الوسام

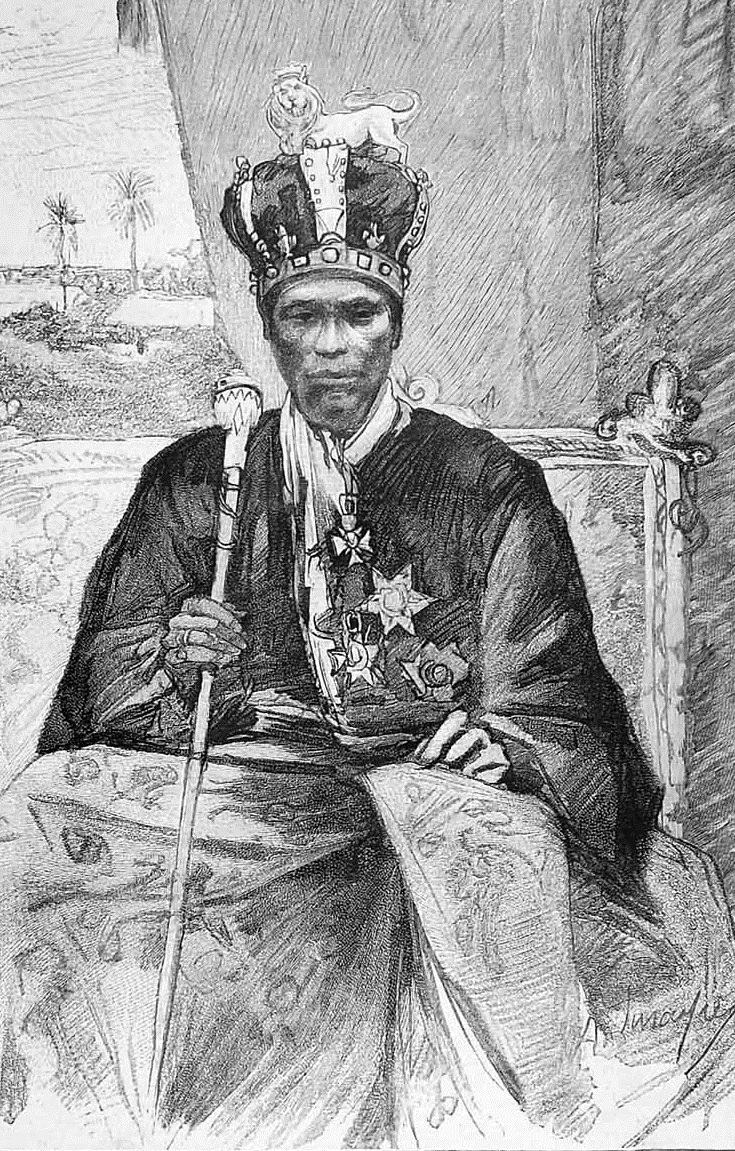
رسمة للملك توفا الأول وهو يحمل وسام النجمة السوداء

مُنح وسام النجمة السوداء من عام 1889 إلى عام 1964، عندما تم استبداله بوسام الاستحقاق الوطني . يضم خمس فئات: الصليب الأعظم، وقائد بلوحة، وقائد، وضابط، وفارس.
جرى إيقاف أو ترقية هذا الوسام الوزاري منذ 11 يناير 1964 ولكن يظل أصحاب الرتب والوجهاء الباقين على قيد الحياة يتمتعون بالامتيازات المرتبطة به وذلك طبقًا للمادة 38 من المرسوم رقم 1196-63 الذي أنشأ الوسام الوطني للاستحقاق؛ يمكنهم على وجه الخصوص ارتداء وسامهم (مرسوم رقم 63-1196، مادة 38). وإثباتًا لذلك، حتى لو تم وقف منح الوسام فعليًا منذ عام 1964، فإنه لا يتم إلغاؤه طالما بقي شخص واحد على الأقل على قيد الحياة. بالإضافة إلى ذلك، لم يتم إلغاؤه رسميًا بموجب القانون.

## الشارة والزخارف
|  | الصليب الأعظم |
|  | قائد مع لوحة  |
|  | قائد          |
|  | ضابط          |
|  | فارس          |

## الفرسان
- جان بوشود، رسام، 1934.
- إسحاق موميه إتيا، كاتب، مترجم رئيسي في دوالا (مرسوم 7 يناير 1939).
- جورج ثومان، مدير المستعمرات.
- نجمة الصليب الأعظم - وسام النجمة السوداءهوغو جان دي ديانوس، دبلوماسي ولغوي.
- جاك شيراك رئيس الجمهورية الأسبق.

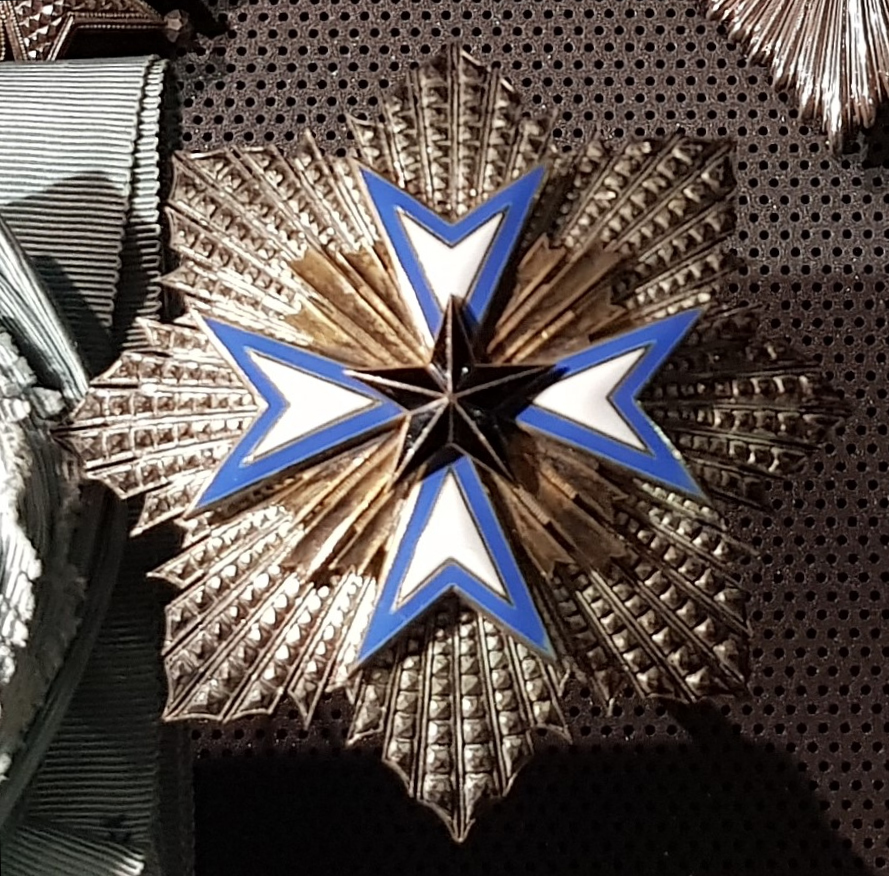
نجمة الصليب الأعظم - وسام النجمة السوداء

- جيلبرت سوادو دوشامبرتان، كاتب من غوادلوب (مرسوم صادر في 25 أغسطس 1953).

## الضباط
- الجنرال فيكتور إيمانويل لارجو .
- لويس كان، بحار في القوات البحرية الفرنسية الحرة .
- فيليكس إيبوي، الحاكم العام لإفريقيا الاستوائية الفرنسية.
- إميل بوهوت لوناي، إداري استعماري (مرسوم 21 أبريل 1921).
- جوستاف هيرفيجو ( 1896-1993) رسام البحرية وعضو لجنة الجمعية الوطنية للفنون الجميلة .

## القادة
- جوزيف جوفر (1852-1931)، مارشال (1895)
- بول حزومي (1890-1980)، عالم إثنولوجي وباحث وكاتب وسياسي بنيني (1944).
- الجنرال جان جيل (3 novembre 19563 نوفمبر 1956 ).
- مارسيل جوليت (1893-1932)، طيار.
- الرائد جنرال فيليب روجر لويس جينست (1905-1962).
- العميد جوفروي دي فيريير دو سوفيبو (1912-2016) عام 1962.
- سميدلي بتلر، اللواء في سلاح مشاة البحرية الأمريكية.
- إميل شالين (1922-2020)، نائب أميرال السرب .

## قادة مع لوحة
- الجنرال جاك ماسو.
- نائب الأميرال لويس ديرو [1]

## الصليب الأعظم
- راؤول سالان قائد الجيش.
- آلان دي بواسيو، جنرال بالجيش.
- غوستاف بيسنارد، أميرال ووزير البحرية بين عامي 1895 و 1898 [2]